# Derby (Royaume-Uni)
Pour les articles homonymes, voir Derby.
 (mai 2017).
Si vous disposez d'ouvrages ou d'articles de référence ou si vous connaissez des sites web de qualité traitant du thème abordé ici, merci de compléter l'article en donnant les références utiles à sa vérifiabilité et en les liant à la section « Notes et références ».
Derby (prononcé : /ˈdɑːbi/ ) est une ville britannique qui dépendait autrefois du Derbyshire (Angleterre), mais qui constitue depuis 1997 une entité administrative distincte, et relève du conseil de cité de Derby, une « autorité unitaire » (bien qu'elle continue à porter le titre de capitale du Derbyshire, à titre honorifique). Sa population est estimée à 247 800 habitants (recensement 2011). Depuis 1977, Derby possède officiellement le statut de cité.
L'origine du nom Derby est liée à la rivière Derwent qui la traverse (en latin : Derventio). Un ancien site romain est situé au nord de la ville.

## Histoire
La ville a des origines romaines, saxonnes et vikings. Derby a récemment fêté ses 2 000 ans d'existence.
Le site de l'ancien fort romain se trouve à Chester Green. Plus tard, la ville est l'une des Cinq Bourgs (villes fortifiées) de la Danelaw.
La recherche moderne (2004) sur l'histoire et l'archéologie de Derby a fourni la preuve que les Vikings et les Anglo-Saxons ont probablement cohabité, occupant deux zones de terre entourées d'eau. La Chronique anglo-saxonne dit que « Derby est divisée par l'eau ».

### DuXVIeauXVIIIesiècle
Pendant la Première Révolution anglaise, Derby est occupée par les troupes parlementaires commandées par Sir John Gell, nommé gouverneur de Derby en 1643. Ces troupes prennent part à la défense de la ville voisine de Nottingham, au siège de Lichfield, à la bataille de Hopton Heath, à de nombreux autres engagements dans le Nottinghamshire, Staffordshire et Cheshire, ainsi qu'à des combats avec succès contre les armées royalistes dans le Derbyshire.
Cent ans plus tard, Charles Édouard Stuart établit un campement à Derby le 4 décembre 1745, sur son chemin vers le sud pour s'emparer de la couronne britannique.
Il reste à Exeter House, où il a rassemblé son « conseil de guerre ». Une réplique de la scène est exposée au Musée de Derby dans le centre-ville. Il avait reçu des renseignements erronés au sujet d'une armée venant à sa rencontre au sud de Derby. Bien qu'il souhaite poursuivre sa quête, il est désapprouvé par ses officiers. Il abandonne son invasion au pont de Swarkestone (en) sur la Trent à quelques miles au sud de Derby. En témoignage de sa foi en sa cause, le prince, qui avait marché à l'avant de la colonne depuis l'Écosse, fait le voyage retour à cheval à l'arrière de l'armée débraillée et fatiguée.
Chaque année au début de décembre, la Charles Edward Stuart Society of Derby organise un week-end d'activités aboutissant à un défilé dans le centre-ville et à une bataille près de la cathédrale.

### Révolution industrielle
Derby et le Derbyshire étaient des centres de la révolution industrielle britannique. En 1717, Derby a été le site de la première usine de soie avec exploitation de la force hydraulique en Grande-Bretagne, construite par John Lombe et George Sorocold.
En 1759, Jedediah Strutt brevette et construit une machine appelée le Derby Rib Attachment qui a révolutionné la fabrication des bas. Elle a été utilisée sur les machines à tisser. Les partenaires de Jedediah Strutt sont William Woollatt, John Bloodworth, Thomas Stafford et tous les bonnetiers importants dans Derby. Le brevet est obtenu en janvier 1759. Après trois ans, Bloodworth et Stafford s'associent avec Samuel Need, un bonnetier de Nottingham. La firme se fait connaître sous le nom Need, Strutt and Woollatt. Le brevet expire en 1773, bien que le partenariat se soit poursuivi jusqu'à la mort de Need en 1781 .
Une filature de coton ouvre ses portes à Nottingham en 1770. En 1771, Richard Arkwright, Samuel Need et Jedediah Strutt construisent la première filature de coton alimentée par le force hydraulique à Cromford, Derbyshire, contribuant à l'élaboration d'une nouvelle forme d'usine qui devait être un catalyseur pour la révolution industrielle.
D'autres personnages célèbres du XVIIIe siècle sont liés à Derby. C'est à l'église Saint-Werburgh de Derby que Samuel Johnson épouse Elizabeth Porter en 1735. L'événement est renouvelé chaque année dans la « chapelle Samuel Johnson », située dans la tour carrée.
Le peintre Joseph Wright est célèbre pour son usage révolutionnaire de la lumière dans ses tableaux et était un membre de l'Royal Academy. Est également connu John Whitehurst, un horloger et philosophe.
Au début du siècle suivant, Derby devient un centre d'ingénierie avec des fabricants tels que James Fox, qui a exporté des machines-outils jusqu'en Russie.
En 1840, la North Midland Railway met en place le chemin de fer à Derby, pour ensuite former le Midland Railway après quelques fusions. Derby en devient le siège.
Derby a été l'un des arrondissements réformé par la loi sur les corporations municipales en 1835, et elle est devenue un bourg du comté avec le Local Government Act de 1888. 
L'arrondissement n'a pas évolué jusqu'en 1968, quand suivant une recommandation de la commission gouvernementale, il s'est élargi aux communes rurales de Belper, Repton et du Sud-Est du Derbyshire. Cette réforme a considérablement augmenté la population de Derby : 132 408 habitants au recensement de 1961 et 219 578 en 1971.
En dépit d'être l'une des régions d'Angleterre les plus éloignées de la mer, Derby occupe une place particulière dans l'histoire de la sécurité maritime. C'est en tant que député de Derby que Samuel Plimsoll présente ses projets de loi pour une « ligne de flottaison » et d'autres mesures de sécurité maritime. Ce projet aboutit en 1876 et contribue à la réélection de Plimsoll comme député.

### DuXXesiècleà aujourd'hui
Derby obtient le statut de cité le 7 juin 1977 par la reine Élisabeth II, à l'occasion du 25e anniversaire de son accession au trône. Jusque-là, Derby avait été l'une des rares villes en Angleterre possédant une cathédrale mais pas le statut de cité.
Derby occupe une place importante dans l'histoire du mouvement ouvrier, étant l'un des deux sièges acquis par le nouveau Comité du travail de représentation du Parti travailliste à l'élection générale de 1900. Le député en est Richard Bell, secrétaire général des chemins de fer des fonctionnaires de l'Union. Bell est remplacé en 1910 par Jimmy Thomas puis par le médecin et physicien lauréat du prix Nobel Philip J. Noel-Baker en 1936.
En dépit de ses industries stratégiques (chemin de fer et de moteurs d'avion), Derby subit relativement peu de dégâts dans les deux guerres mondiales. Cela peut en partie être dû au brouillage de la radio-navigation et aux techniques de leurre dites sites Starfish qui y ont été construits, principalement au sud de la ville, par exemple dans les champs près de Foremark.
Derby est aussi devenue un important centre culturel pour la communauté des Sourds au Royaume-Uni. On estime que la population sourde de Derby est au moins trois fois plus élevée que la moyenne nationale, et que seul Londres en a une plus grande proportion. L'École royale des sourds d'Ashbourne Road dispense l'enseignement en langue des signes britannique.

## Industrie
Derby possède des employeurs important, Rolls-Royce (12 000 employés) et la Toyota Motor Corporation fabriquant des moteurs de tous types, Alstom fabriquant ferroviaire. La banque en ligne Egg a son siège national à Derby.
La fabrication de train continue ainsi à Derby et la gare conserve une position importante dans le réseau de chemin de fer national. 
L'éditeur de jeu Core Design était basé à Derby, il a développé le jeu vidéo Tomb Raider avec son héroïne Lara Croft, une partie de la rocade intérieure nouvellement ouverte est nommée Lara Croft Way en reconnaissance de cela.

## Culture

### Musique

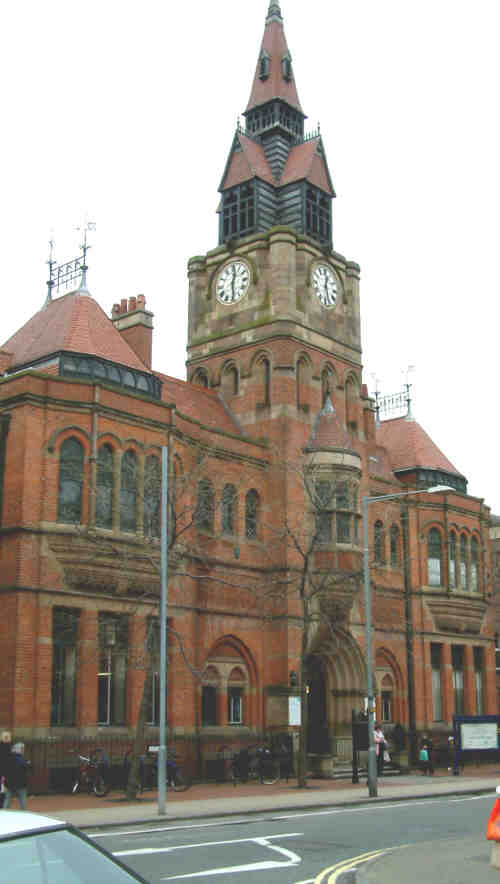
Bibliothèque centrale et musée de Derby

Le concert annuel en plein air à Darley Park est l'un des plus grands concerts gratuits en son genre. Il est l'un des nombreux spectacles donnés tout au long de l'année par Sinfonia Viva, un orchestre de chambre professionnel basé à Derby. Le groupe « Derby Jazz Group » est considéré comme l'un des leaders britanniques des formations de jazz.
Dans la musique rock, le chanteur de blues-compositeur-interprète Kevin Coyne est originaire de Derby. Le groupe de punk ska « Lightyear » est également originaire de la ville.
La scène amateur de musique classique comprend deux chorales, Derby Bach Choir et Derby Choral Union. La musique de chambre de Derby présente une série annuelle de concerts à l'Université de Derby. Une série de récitals d'orgue est présentée chaque été à la cathédrale, mettant en vedette des artistes internationaux de premier plan.
Une scène active de musique folklorique comprend la musique traditionnelle et le « Derby annuel Arts Festival. »

### Théâtre et arts
Le théâtre de Derby est régulièrement salué par la presse nationale pour ses productions, en particulier, ces dernières années, pour sa mise en scène de spectacles de Stephen Sondheim. Le théâtre accueille chaque année la « Derby Gilbert & Sullivan Company ».
« Derby QUAD » est un centre d'art et de cinéma qui a ouvert dans 2008. Le bâtiment a deux salles de cinéma montrant des films indépendants et intégrant la galerie des arts visuels contemporains, un studio numérique, des espaces de participation, les salles de montage numérique, des ateliers d'artistes et la Médiathèque.
Le théâtre Robert Ludlam est une salle de 270 places avec un programme de divertissements.
À Derby de nombreux groupes de théâtre amateurse produisent, comme la « Derby Shakespeare Theatre Company » qui a reçu des critiques élogieuses pour ses productions souvent novatrices, et est régulièrement invité à se présenter au Théâtre Minack de Cornouailles.
Derby Feste est un festival de rue spectaculaire qui se déroule au mois de septembre.

### Sports
- Derby County Football Club

## Lieux et monuments
Parmi les lieux du patrimoine de la ville, on trouve:
- La Cathédrale.
- Le Derby Museum and Art Gallery.
- Le Royal Crown Derby Museum.

## Personnalités nées dans la ville
- William de Wiveleslie Abney, inventeur et ingénieur militaire (1843-1920)
- Anita Aggarwal, grimpeuse handisport (1973?-…)
- Dave Brailsford, entraineur cycliste (1964-....)
- Deborah Bull (1963-), danseuse, écrivaine et animatrice britannique.
- Kevin Coyne, musicien (1944-2004)
- Geoff Hoon, homme politique (1953-....)
- William Hutton, historien (1723-1815)
- Keiran Lee, acteur de films pornographiques (1984-....)
- Cynthia Mosley (1898-1933), députée travailliste et lady
- Jack O'Connell, acteur (1990-....)
- Reg Parnell, pilote de Formule 1 (1911-1964)
- Chris Riggott, footballeur (1980-....)
- Chris Sheldon, producteur (1962-....)
- Herbert Spencer, philosophe et sociologue (1820-1903)
- Lauren Socha, actrice (1990-....)
- Michael Socha, acteur (1987-....)
- Julia Yeomans, physicienne théorique (1954-....)
- Joseph Wright, peintre (1734-1797

## Personnalités décédées dans la ville
- Hepzibah Abney, artiste peintre (1758-1841)

## Jumelage
- Kapurthala (Inde)
- Osnabrück (Allemagne)
- Toyota City (Japon)
- Changzhi (Chine)
- Foncquevillers (France)
- Haarlem (Pays-Bas)